# Aliança Revolucionária Chinesa

Bandeira da organização, usada anteriormente pela Sociedade para a Regeneração Chinesa

A Aliança Revolucionária Chinesa, ou simplesmente Tongmenghui (同盟會) (TMH), também foi uma união entre sociedades secretas formada por Sun Yat-sen, Cai E e Huang Xing em Tóquio, Japão, em 20 de agosto de 1905.
Ela foi formada pela Sociedade para a Regeneração Chinesa, a Sociedade Huaxing e outros grupos nos últimos anos da Dinastia Qing. Organizou comunidades chinesas em toda a China, em todo o mundo e lançou uma série de revoltas que tentaram derrubar a Dinastia Qing, incluindo a Revolução Xinhai, que derrubou com sucesso a Dinastia Qing e estabeleceu um governo republicano.
A Liga foi liderada principalmente por Sun Yat-sen, Song Jiaoren, Huang Xing, Huang Yuanxiu, Cai Yuanpei e outros, e desde 1906 tem havido constantes lutas internas, incluindo conflitos pessoais, diferenças de teorias e diferenças nas estratégias revolucionárias, especialmente devido a uma série de levantes armados fracassados, que aumentaram a intensidade das lutas internas. Após o sucesso da Revolução Xinhai, a Liga foi reorganizada no Kuomintang e mais tarde foi dissolvida por ordem de Yuan Shikai. Alguns de seus membros estabeleceram separadamente o Partido Revolucionário Chinês, que foi transformado novamente no Kuomintang em 1919.
Em 1906, uma ramificação foi aberta em Singapura.

## Fundação

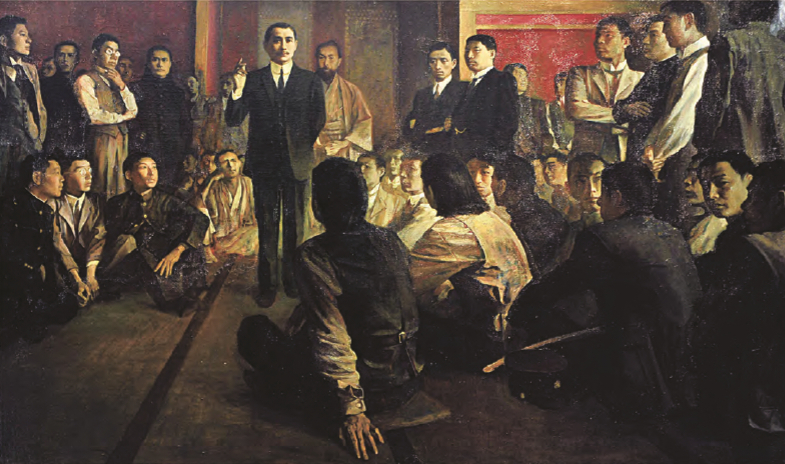
Pintura sobre a primeira reunião da organização

Sob a linha do japonês Uchida Ryohei, a primeira reunião de fundação foi realizada em Tóquio em julho de 1905 em conjunto com a Sociedade Huaxing e a Sociedade para a Regeneração Chinesa de Sun, Huang Xing e Song Jiaoren, também contou com a presença da organização de Cai Yuanpei em Xangai, a participação de Zhang Binglin, a Sociedade Patriótica de Wu Jingheng e a Associação da Juventude de Zhang.
Em 20 de agosto, uma segunda assembleia geral foi realizada na residência do membro da Dieta japonesa Sakamoto Kanehiro, e as 300 pessoas presentes votaram pela aprovação da constituição. O congresso discutiu o nome da organização, e algumas pessoas defenderam a "Liga da Manchúria", Sun apontou que o propósito revolucionário não era apenas para a Manchúria, mas também para ser chamada de "Liga Revolucionária Chinesa" e, finalmente, chamou a "Liga da China" como uma organização secreta. Wu Pingyi, que atuou como presidente da American China Alliance, lembrou: "No final do ano, a conferência contou com a presença de estudantes da Europa, Estados Unidos e Japão em Tóquio, e as associações de anciãos, tríades, associações de espadachins e associações de espadas largas das províncias do interior enviaram representantes para se juntarem à associação, e a aliança foi concluída. O Sr. Sun, como líder da Associação Xingzhong, foi promovido a primeiro-ministro da sede da Liga. ”

## Política
A Liga prometeu "Remover o imperialismo, restaurar a China Han, estabelecer a República da China e igualar os direitos à terra", e no ano seguinte emitiu a "Declaração do Governo Militar", que foi listada como os "Quatro Programas" da Nação Revolucionária. O manifesto da Confederação deixou claro que uma "revolução nacional" era necessária, a ser realizada pelo "povo de um país", e que deveria ser realizada em duas etapas: a primeira etapa era expulsar os manchus e a segunda etapa era restaurar a soberania chinesa.[carece de fontes?]

## Etimologia
A Organização possui diversos nomes atribuidos, dentre eles estão: Liga Chinesa Unida, Liga Unida, Aliança Revolucionária Chinesa, Aliança Chinesa e Leal Sociedade Unida. Além de seu nome original (em chinês), Tongmenghui (同盟會) . 